# Nostima picta
Nostima picta är en tvåvingeart som först beskrevs av Fallen 1813.  Nostima picta ingår i släktet Nostima och familjen vattenflugor. Arten är reproducerande i Sverige. Inga underarter finns listade i Catalogue of Life.